# Green Room
Green Room (auch Greenroom) bezeichnet vor allem in der englischen Sprache den („Warte“-)Raum, Aufenthaltsbereich eines Theaters, eines Studios oder eines vergleichbaren Ortes, in dem sich Darsteller befinden, die noch nicht oder nicht mehr auf der Bühne oder vor der Kamera stehen. 
Zum Ursprung des Ausdrucks wird oft angeführt, dass solche Räume oft grün angestrichen waren, was heute üblicherweise nicht mehr der Fall ist. Der Begriff wird auch dem Meininger Theaterherzog zugeschrieben. In seinem Theater wurde der Warteraum der Schauspieler Grüner Salon genannt und gilt dort als der begriffliche Ursprung des Green Room.
Im deutschsprachigen Raum taucht der Ausdruck regelmäßig beim Eurovision Song Contest auf für die immer wieder eingeblendete Aufenthaltszone der Künstler während der stets sehr langwierigen Abstimmungsphase über den Sieger. Auch bei Stefan Raabs Bundesvision Song Contest wurden Einblendungen aus einem in absichtlich übersteigerter Analogie zum ESC ebenfalls Green Room genannten Künstlerbereich gesendet.